# Joseph Crouzat
Pour les articles homonymes, voir Crouzat.
Joseph Crouzat, né le 25 février 1735 à Sérignan (Hérault), mort le 26 avril 1824 à Metz (Moselle), est un général de brigade de la Révolution française.

## Biographie
Joseph Crouzat naît le 25 février 1735 à Sérignan, dans le Languedoc, et est baptisé le 27 février suivant. Il est le fils de Louis Crouzat et de Jeanne Rial. 

### États de service
Il entre en service le 8 janvier 1754, comme soldat au régiment Royal-Roussillon, il sert en Hanovre de 1757 à 1759, et il est blessé d'un coup de feu à la jambe le 13 avril 1759, lors de la bataille de Bergen. Il devient sergent le 1er janvier 1761, fourrier le 1er octobre 1764, sert en Corse en 1769, porte-drapeau le 9 septembre 1771, sous-lieutenant de chasseurs le 7 juin 1776, lieutenant en second de grenadiers le 15 mai 1781 et lieutenant en premier le 19 mars 1785. Il reçoit son brevet de capitaine le 30 juin 1789, et il est fait chevalier de Saint-Louis le 27 avril 1790.
Le 1er avril 1791, il passe capitaine commandant une compagnie à l'armée du Nord, et il est nommé provisoirement chef de bataillon au 54e régiment d'infanterie de ligne le 7 avril 1793. Il est promu général de brigade le 22 septembre 1793, aux flanqueurs de droite de l'armée du Nord. En décembre 1793, il commande l'une des colonnes infernales en Vendée. Le 23 janvier 1794, à Gonnord, il fait enterrer vivants 30 enfants, 2 femmes et fusiller 200 habitants,. Il est autorisé à prendre sa retraite le 16 janvier 1795.
Il meurt le 26 avril 1824 à Metz.

## Sources
- Docteur Robinet, Jean-François Eugène et J. Le Chapelain, Dictionnaire historique et biographique de la révolution et de l'empire, 1789-1815, volume 1, Librairie Historique de la révolution et de l’empire, 900 p. (lire en ligne), p. 509.
- Georges Six, Dictionnaire biographique des généraux & amiraux français de la Révolution et de l'Empire (1792-1814), Paris : Librairie G. Saffroy, 1934, 2 vol., p. 273